# Escaudain
Escaudain é uma comuna francesa na região administrativa de Altos da França, no departamento do Norte. Estende-se por uma área de 9.97 km². Em 2010 a comuna tinha 9 688 habitantes (densidade: 971,7 hab./km²).